# Santa María (Catamarca)
Pour les articles homonymes, voir Santa Maria.

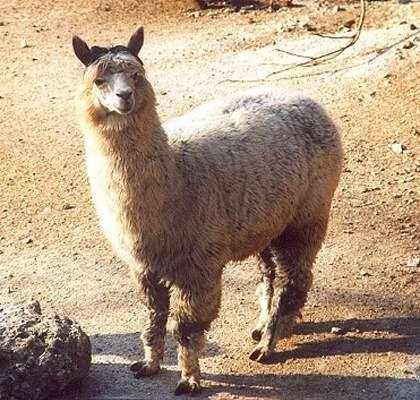
Un alpaca ou alpaga, avec sa toison, dont les artisans font des tissus très appréciés

La ville de Santa María est une ville d'Argentine située en province de Catamarca. C'est le chef-lieu du département de Santa María. Elle est considérée comme la capitale de ce qu'on appelle les vallées calchaquíes.

## Situation
Située à une altitude de 1 800 mètres, tout près de la limite avec la province de Tucumán, elle se trouve sur les bords du Río Santa María, rivière assez importante, abondante en été, qui roule ses eaux vers le nord vers le Valle de Lerma, et qui constitue une des branches mères du Río Salado del Norte, affluent du Río Paraná.
C'est une ville touristique importante, située au centre des Vallées Calchaquies et visitée notamment par des touristes désireux de contempler les ruines précolombiennes aux alentours. D'autres sont attirés par l'artisanat local ou encore par le climat de montagne, considéré comme l'un des meilleurs possibles.
La ville fort pittoresque compte plus ou moins 20 000 habitants

## Histoire
La ville se trouve au centre des Vallées Calchaquies et a donné son nom à la culture archéologique dite Culture de Santa María, correspondant à celle des Diaguitas.

## Accès
La ville se trouve sur l'importante route nationale 40 (RN 40), qui longe les Andes, depuis la Bolivie, jusqu'au sud de la Patagonie argentine.
- Depuis San Miguel de Tucumán, il faut prendre la RN 38, puis la route provinciale RP 307 au niveau d'Acheral. Celle-ci aboutit à la RN 40.

- Depuis Catamarca on y arrive en empruntant la RP 1, jusqu'Andalgalá, puis la RP 47 jusqu'à sa jonction avec la RN 40.

- Si l'on vient du nord (province de Salta, on accède à Santa María par la RN 68, qui mène à la ville de Cafayate où elle rejoint la RN 40.

- Depuis Buenos Aires enfin, on se rend d'abord à Córdoba. Là, on emprunte la RN 60, en direction de Tinogasta et du Paso de San Francisco. Peu après Aimagasta (en province de La Rioja), on emprunte la RN 40 vers Belén, et on aboutit à Santa María, quelques dizaines de kilomètres après cette dernière ville.

La ville dispose d'une gare routière, située dans sa moitié sud. Des lignes régulières relient Santa Maria, entre autres à Cafayate et à San Fernando de la Catamarca.

## Curiosités principales
La ville, fort visitée, possède une importante infrastructure hôtelière et gastronomique.
- Santa María est considérée comme une des capitales argentines de l'archéologie. Située au centre des Vallées Calchaquies, elle fut un des principaux établissements des Indiens Diaguitas de la tribu des Yocavils. On peut rencontrer les restes de cette culture à Pucará del Aconquija, Pucará de La Alumbrera, et dans les ruines de Coyparcito.

- Comme dans tout le nord-ouest argentin, on célèbre avec ferveur le Carnaval. On rend aussi hommage à la Pachamama.

- La ville est entourée de hautes montagnes où l'on peut s'exercer aux sports extrêmes, pratiquer le tourisme d'aventure ou plus simplement faire de l'archéologie.

- Dans les petits lacs, les ríos et les retenues d'eau de la région, on fait d'excellentes pêches de pejerreys et de salmonidés.

- Santa María produit en abondance des objets et des tissus artisanaux, entre autres des tissages, de la poterie et des confitures traditionnelles. On peut acheter des ponchos et des couvertures faits en laine de mouton ou d'alpaga, des tapis avec motifs indiens et des pierres semi-précieuses ou pierres fines telles que la rhodochrosite, mais aussi du piment rouge, des confitures, des vins régionaux et même des pièces archéologiques.

## Les régions voisines
Pour les touristes ou voyageurs qui désirent rayonner plus loin, vers les régions isolées de la province, le secteur voisin de la ville n'est pas le seul à pouvoir être exploré au départ de celle-ci. Plus loin, on peut accéder à la fameuse vallée d'Antofagasta de la Sierra avec ses pétroglyphes et ses ruines indigènes.
Il faut souligner que l'accès est facile vers les thermes de Tinogasta et de Fiambalá.